# Jørgen Brønlund
Nikolaj Isak Jørgen Brønlund (født 14. december 1877 i Jakobshavn, død november eller december 1907) var en grønlandsk lærer, slædefører og polarforsker.

## Baggrund
Brønlund, der var søn af en fanger, blev tidligt forældreløs og opfostredes af en kvindelig slægtning. Han var barndomsven med Knud Rasmussen, hvis far var præst i Jakobshavn. Brønlund dimitterede i 1901 fra Godthåb Seminarium og blev ansat som kateket på handelspladsen Kangeq ved Godthåbsfjordens munding.
På opfordring af Rasmussen deltog han 1902-04 i Den litterære Grønlandsekspedition til Thule. Han tog derefter med til Danmark, hvor han blandt andet fik tegningsundervisning hos Kristian Zahrtmann og i nogle måneder var på folkehøjskolen i Askov.

## Ekspeditioner
Brønlund var en af de grønlændere, der deltog i Mylius-Erichsens Danmarks-ekspedition i 1906-08. Han havde tidligere været med bl.a. Knud Rasmussen på ekspeditioner. Jørgen Brønlund var en dygtig slædefører og tolk, og han blev valgt til at tage med Mylius-Erichsen og Høeg Hagen til Nordøstgrønland i 1907. Han skulle føre denne ekspeditions dagbog. Ligesom ekspeditionens leder, Mylius-Erichsen, og Høeg Hagen omkom Brønlund af sult og forfrysninger. Jørgen Brønlund døde som den sidste, og ved hans lig fandt man ekspeditionsdagbogen.
Brønlund nåede frem til depotet ved Lamberts land. Han havde taget Høeg Hagens kortskitser og sin dagbog med, som han førte til det sidste. Hans lig blev fundet d. 13. marts 1908 i en klippehule sammen med kortskitserne og dagbogen, der var omhyggeligt tildækket. Takket være Brønlund blev Høeg Hagens kortskitser bevaret, så han ikke døde forgæves. Brønlunds sidste indskrivning i dagbogen, hvis tolkning har været omstridt, lyder:
"Omkom 79 Fjorden efter Forsøg hjemrejse over Indlandsisen, i November Maaned jeg kommer hertil i aftagende Maaneskin og kunde ikke videre af Forfrosninger i Fødderne og af Mørket. Andres Lig findes midt i Fjorden foran Bræ (omkring 2½ Mil). Hagen døde 15 November og Mylius omtrent 10 dage efter".
I den officielle forklaring blev Høeg Hagen og Mylius-Erichsen ikke fundet, men muligvis blev ligene fundet af holdet bestående af J.P. Koch og Tobias Gabrielsen, der blev sendt ud for at lede efter dem.

## Eftermæle
Jørgen Brønlunds ord i dagbogen "Omkom 79 Fjorden efter Forsøg Hjemrejse over Indlandsisen i November Maaned...” er blevet et symbol for slædeholdets tragiske endeligt. Jørgen Brønlunds modermål var grønlandsk og dagbogen er skrevet på grønlandsk undtagen dagbogens sidste indskrift, som er på dansk og som er citeret på mindestenen for de tre ekspeditionsdeltagere på Langelinie i København, udført af kunstneren Kai Nielsen i 1912. Slædeholdets skæbne og det mislykkede forsøg på at finde de to lig har ført til mange tolkninger af Jørgen Brønlunds sidste dagbogsnotat og ført til mange diskussioner om ekspeditionsdeltagernes endeligt. Jørgen Brønlunds dagbog er en lommebog på kvadreret papir i beskedent mørkeblåt bind. Indskrifterne er med blyant og hovedsageligt på grønlandsk. Dagbogen er på Det Kongelige Bibliotek. Dagbogen er digitaliseret og kan læses i sin helhed.
Brønlunds Allé i Hellerup er opkaldt efter ham. Der findes en tegning af Achton Friis af Brønlund. Et af digteren Thøger Larsens digte har titlen Jørgen Brønlund. Det første vers lyder således:
Mer ene var aldrig

en Sjæl på en Stjerne

end du foran Døden

i Isnattens fjerne.